# Smeels
Smeels est un rappeur et chanteur français né le 22 novembre 1997 au Cameroun ayant grandit à Bordeaux avant de s'installer dans la région parisienne. Il se place à la frontière entre rap, RnB et variété.

## Biographie

### Vie privée
Smeels naît au Cameroun le 22 novembre 1997. Par chance, il ne connait pas directement la pauvreté ou la misère, au contraire de ses cousins notamment.
Il déménage en France assez jeune, vers l'âge de cinq ans, et s'installe dans la région de Bordeaux avec sa mère. Il suit sa scolarité dans cette ville jusqu'à la fin du lycée. « A l’école, j’étais très introverti. J’étais toujours au fond de la classe, (...) j’avais la flemme qu’on me voit ou qu’on me parle », comme il explique en 2021 pour AlohaNews. Il se contente d'avoir la moyenne et pense à se faire de l'argent, donc ne comprend pas pourquoi il est là, mais finit son cursus pour ses parents.
Ensuite, son BTS obtenu, Smeels décide de partir pour Paris pour une formation en management de la restauration. C'est alors qu'il se lance dans la musique.

### Carrière

#### Débuts
Jusqu'à ses 14 ans, Smeels ne s'intéresse pas à la musique. Smeels se lance dans le rap en autodidacte en arrivant à Paris après son lycée. « Avant, je ne voulais pas rapper pendant mes études, (...) [pour] me préserver des avis de tout le monde », explique-t-il pour Booska-P en décembre 2019. Pourtant, ce sont les gens qui le poussent à commencer la musique, « C'est d'abord des gens qui m'ont persuadé que j'étais bon... je les ai écoutés et j'ai continué à bosser ».
Une rencontre s'avère fondamentale pour les débuts de sa carrière : Yeong Michin. En contact grâce à leur passion commune pour les sneakers, les deux amis commencent la musique ensemble en 2016. Yeong achète un synthétiseur, un micro et commence à faire des prods, tandis que Smeels pose sa voix. « On a fait notre premier son deux semaines après, c’était un flop intergalactique ». Ils persévèrent jusqu'à maîtriser les outils comme l'autotune. Des dizaines de morceaux des projets de Smeels ont ainsi été produits par Yeong Michin, qui apprend également au rappeur à mixer. « J’ai touché à tout, encore aujourd’hui j’essaye des trucs. J’utilise des plugins qui sont destinés aux instruments plus qu’à la voix, mais à la fin j’ai mon résultat ».

#### FIDHAM,OPTNTetMuchos Lovos(2016-2017)
La première trace de Smeels sur les plateformes musicales est le single Pause sur SoundCloud le 30 octobre 2016. Deux singles plus tard, le premier projet que le rappeur dévoile est un EP de cinq titres (et un bonus) intitulé FIDHAM. Celui-ci sort le 22 novembre 2016 sur SoundCloud, et est disponible sur les plateformes de streaming deux mois plus tard, en janvier 2017.
Jusqu'à l'automne, Smeels ne partage rien en streaming, mais enchaîne dix morceaux sur SoundCloud, dont plusieurs featurings. En octobre 2017, Smeels et Yeong Michin dévoilent sur toutes les plateformes le projet de treize titres OPTNT. Après la sortie de single Energy sur SoundCloud, Smeels y propose un EP le 22 novembre 2017. Les quatre titres forment Muchos Lovos.

#### Toujours pas rappeur.etSold Out(2018)
En avril 2018, Smeels fait le buzz sur Twitter. En effet, une vidéo de son morceau Broken avec sa voix rendue plus grace et faisant penser au rappeur Damso est visionnée plus de trois millions de vues. Le partage de cet extrait, soi-disant un leak, annonce un superbe album pour Damso, qui s'apprête à sortir Lithopédion. Erreur volontaire ou non, toujours est-il que Smeels gagne en visibilité,.
Entre janvier et mai 2018, Smeels partage quatre singles sur SoundCloud, puis la mixtape Toujours pas rappeur. et ses treize titres au mois de juin, permettant à ses auditeurs de désormais profiter de trois des quatre singles également en streaming. Une grande partie des morceaux ont été composés par Smeels lui-même.
Cinq mois plus tard, Smeels fait son retour en septembre avec deux singles, puis en octobre avec la mixtape Sold Out, dont les douze titres ont été produits par Yeong Michin.

#### SelfmadeetVery Bad Drip(2019-2020)
Le 20 décembre 2019, après avoir sorti quatre singles pendant l'année, Smeels diffuse la mixtape Selfmade, qui démontre de son côté autodidacte et son intérêt pour le DIY. Celle-ci est composée de treize titres et deux bonus, portant le total à quinze.
Alors qu'il travaille sur son projet mais qu'il prend du retard au niveau des instrumentales, Smeels fait une surprise à ses fans et sort en novembre 2020 l'EP Very Bad Drip, qui est musicalement très différent de ce qu'il propose d'habitude. C'est un test pour voir si son public adhère, il teste des flows très américains,,. Un mois plus tôt, Smeels était l'invité de Mehdi Maïzi.

#### Par amour et pour le gesteetVery Bad Drip 2(2021)
En 2021, Smeels dévoile le projet Par amour et pour le geste, qu'il a mixé et enregistré chez lui. La mixtape est longue de treize titres en solo. « Je ne voulais pas que quelqu’un vienne parasiter mes pensées, donc je voulais rester tout seul ». Ce projet, son huitième, Smeels le considère comme une pseudo-interview, où il parle beaucoup de femmes et d'amour, mais aussi d'argent, de manière authentique sans filtre.
Le 12 novembre 2021, la suite de son EP aux sonorités américaines sort, avec Very Bad Drip 2, qui reprend les mêmes codes.

#### AERON SIT(2022)
L'année 2022 de Smeels est très calme. Il ne signe qu'une apparition sur l'album Erose d'Araujo, ainsi qu'un EP de deux titres, AERON SIT, qui comprend les morceaux LE CIEL et INDISCRET.

#### Trois albums musicaux (2023)
Au cours de l'automne 2023, Smeels frappe trois coups avec trois projet - UCKME (1er septembre), LET THE SILENCE SPEAK (13 octobre) et THE END (15 novembre), pour un total de 31 morceaux et plus de deux heures de musique. Ce ne sont toutefois pas les projets auxquels Smeels a habitué ses auditeurs, puisqu'il s'agit d'albums musicaux, avec uniquement des instrumentales.
Selon les mots du magazine indépendant Klap Mag, ces projets ont pour objectif de faire voyager l'auditeur, et particulièrement UCKME. « Cette évasion est localisée dans une zone bien précise, entre smooth jersey, house et sobres toplines ». Le magazine ajoute que l'on peut y trouver des traces de l'album Honestly, Nevermind de Drake, sorti en 2022. Expérience ou nouvelle carrière de beatmaker? Le doute est permis.
Le 3 décembre 2023, il est invité par le média Raplume sur son album MIEL. Il collabore ainsi avec MadeInParis sur le titre Geneva.

#### GLOF(2024)
Smeels fait son retour dans le rap et la chanson avec le projet de dix titres GLOF, qui sort à la mi-avril 2024. L'un des morceaux est un featuring avec MarJ, tous les autres sont en solo.

## Style et influences
Smeels se place à la frontière entre rap et chant, mais avec aussi des soupçons de RnB et variété,. Il se voit comme un rappeur hybride, ni trap, ni zumba, ni drill, mais simplement Smeels. Il lui arrive parfois de proposer du rap egotrip, comme sur son EP Very Bad Drip, qui est musicalement très différent de ce qu'il propose d'habitude,. Pour chaque projet, Smeels opte pour l'un ou l'autre instrument de musique, comme la guitare et le piano dans Par amour et pour le geste.
Selon Booska-P, il se permet des « variations de flows qui sonnent comme une véritable signature ». Pour AlohaNews, le plus représentatif est « la vibe planante et mélancolique propre au rappeur ». Sa voix est dite suave, mais dans Selfmade notamment, on retrouve aussi une voix grave et des ambiances sombres.
Smeels est principalement intéressé par le rap américain et il s'inspire de Gunna et Rema notamment, qui osent des choses. Par exemple, le premier peut « faire "hmm" pendant 2 minutes », tandis qu'il arrive au second de dire « n’importe quoi dans le son ; à part trois mots qui existent, le reste ne veut rien dire ». C'est également aux Américains que Smeels doit sa manière de poser ses yaourts, et pour cette raison qu'il chante parfois en français et en anglais, comme sur We Just Vibe en mars 2021.
Sinon, le rappeur apprécie également la nouvelle variété française, qui parle beaucoup d'amour, comme lui. Plutôt que du rap français, il écoute volontiers Clara Luciani, Camelia Jordana, Pomme, Joyce Jonathan ou encore Christine and the Queens. Il trouve que « c’est beau, mélancolique, imagé. Il y a de la sérénité, du love et je trouve que la femme y est bien mise en valeur ».
Les femmes et les histoires d'amour qu'il peut vivre sont sa source principale d'inspiration. « Il n'y a rien d’extrapolé, tout s’est vraiment passé. Je m’inspire d’histoires d’amour, du fond de ma pensée, et de ce que je pense être l’amour aujourd’hui ». Il rappe sur ce qu'il a vécu, sans filtre, en disant ce qu'il pense et pas pour faire plaisir à l'audience. Sinon, l'argent est le deuxième thème central de ses textes.

## Discographie

### Albums musicaux
- 2023 : UCKME
- 2023 : LET THE SILENCE SPEAK
- 2023 : THE END

### Mixtapes
- 2017 : OPTNT
- 2018 : Toujours pas rappeur.
- 2018 : Sold Out
- 2019 : Selfmade
- 2021 : Par amour et pour le geste

### EPs
- 2016 : FIDHAM
- 2017 : Muchos Lovos
- 2020 : Very Bad Drip
- 2021 : Very Bad Drip 2
- 2022 : AERON SIT
- 2024 : GLOF

### Singles
- 2018 : Road
- 2018 : Toronto
- 2019 : 2K19
- 2019 : Voicemail
- 2019 : FDT
- 2019 : Fuck le World, feat. Y.A
- 2020 : Franck Page
- 2020 : Vendôme
- 2020 : Flashback
- 2021 : We Just Vibe
- 2021 : Bleu Ciel
- 2021 : New Wave
- 2024 : Goldie
- 2024 : Umbrella
- 2024 : 10 Neuf Avril

### Apparitions
- 2020 : 1000°C de Raplume
- 2022 : Idéalement de Araujo
- 2022 : Pression de MarJ
- 2023 : Nasty (French Version) de Zeina
- 2023 : Geneva de Raplume, avec MadeInParis
- 2024 : Focus de Leith
- 2024 : 5AM de Karmen
- 2024 : Fast Life de JaySoCold